# Каллиопий (консуляр Вифинии)
Каллиопий (лат. Calliopius) — римский политический деятель второй половины IV века.
Каллиопий происходил из хорошо обеспеченной и почтенной семьи. Его отцом был Гезихий, а сыном — Пеаний.
В 356/357 году Каллиопий занимал должность консуляра Вифинии. В 363 году он проводил расследование деятельности торговцев в Антиохии-на-Оронте.
Известно, что Каллиопий был язычником.